# Klareis

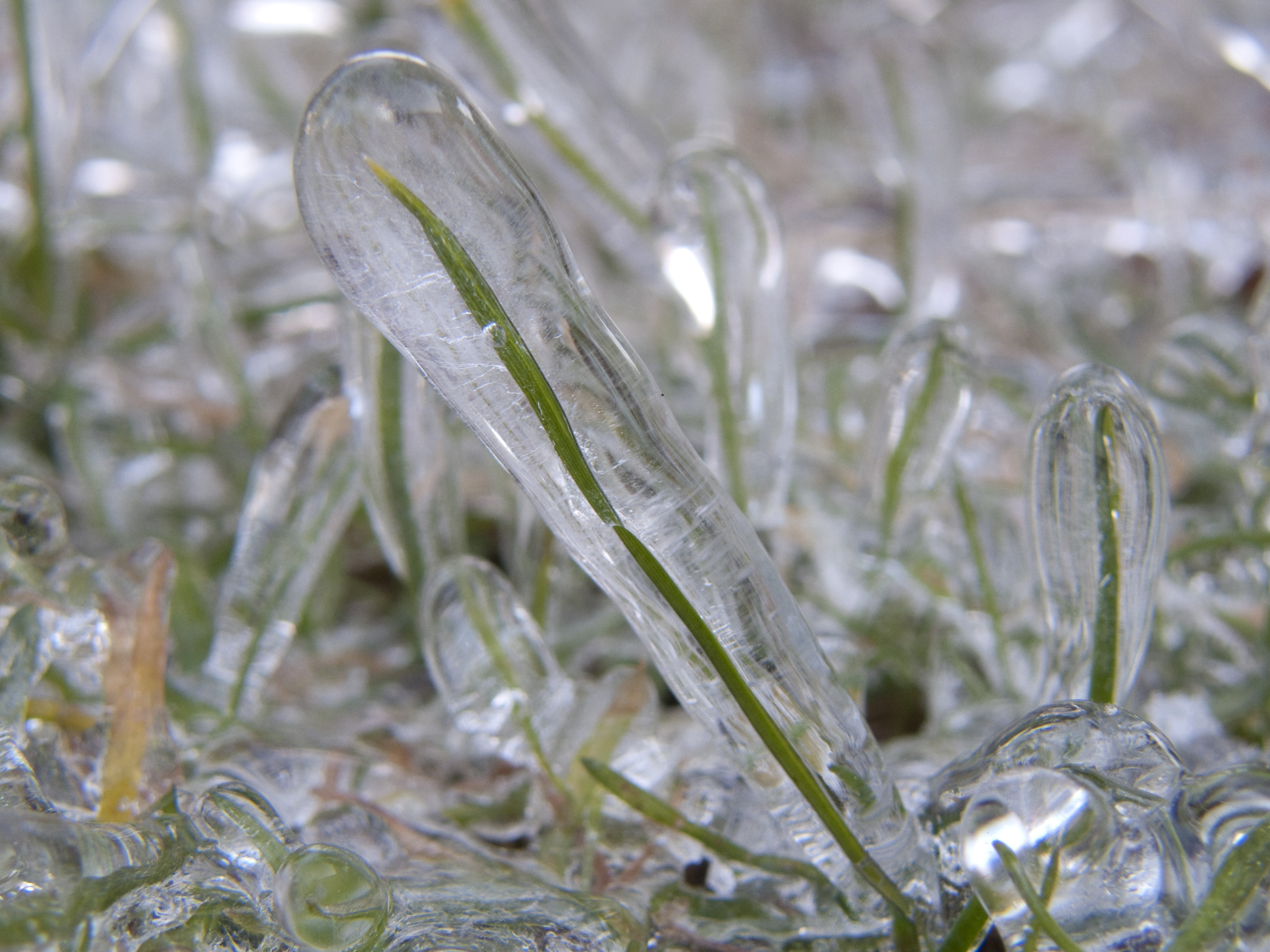
Klareis an einen Grashalm

Klareis (englisch glaze) ist eine wetterbedingte Ablagerung, die bei Eisregen, unterkühltem Sprühregen und ähnlichem Niederschlag entsteht und als glasklares Eis den Untergrund überzieht. Klareis wird auch Glatteis genannt, hinsichtlich der raschen Bildung auch Blitzeis.

## Ursachen und Entstehung
Klareis entsteht typischerweise bei unterkühltem Regen – der sich aus unterkühlten Nebelwassertröpfchen bildet –, wenn dieser beim Auftreffen auf Oberflächen spontan kristallisiert und anlagert als trübungsfreies Eis. Bei gefrierendem Regen – normaler Regen, der auf gefrorenen Untergrund trifft – entsteht oft ein eher diffuses Gefüge mit Lufteinschlüssen und auffälligen Kristallisationsgrenzen, das Raueis oder Raufrost genannt wird. Davon zu unterscheiden sind Phänomene wie gefrorener Tau sowie Reif und Raureif.
Da bei der Eisbildung Energie als Kristallisationsenthalpie freigesetzt wird, kann die Oberfläche mit klarem Eis überschmolzen werden; weiter folgende Tropfen können ohne sichtbare Kristallflächen anfrieren und die Schicht sukzessive verdicken. Das macht das charakteristische Erscheinungsbild von Klareis aus.
Im alltäglichen Wettergeschehen mit verschiedenen Niederschlagstypen können sich, insbesondere bei um die Nullgradgrenze schwankenden Temperaturen, verschiedene dieser Formen mischen und überlagern; ausschließliche Klareis-Ereignisse sind vergleichsweise selten.

## Naturphänomene

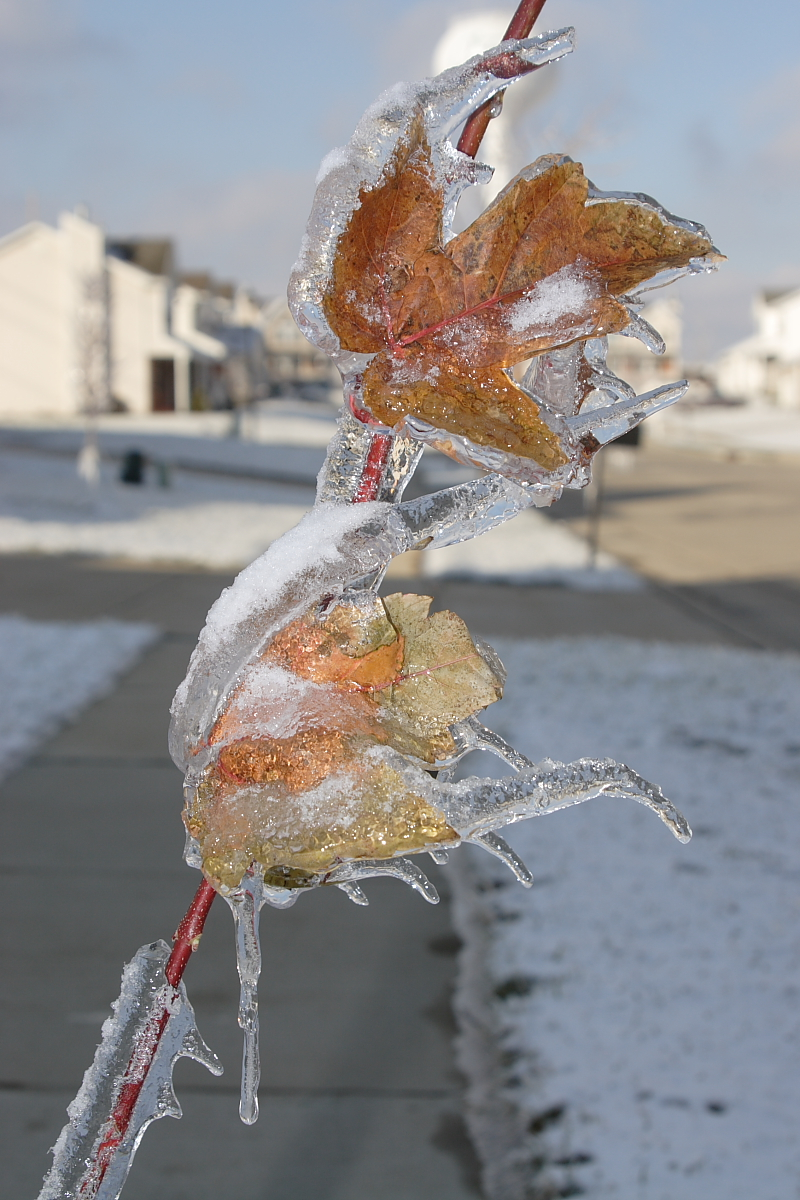
Charakteristische waagerechte Klareiszapfen nach Eissturm

Besonders wenn dieser Niederschlag auf Asphalt und anderem dunklem Untergrund liegt, spricht man auch von Schwarzeis, einem Ausdruck, der aber primär aus der Schifffahrt kommt und die Eisschicht von Gewässern bezeichnet (wo dieses Eis als besonders kompakt und scharfkantig eine besondere Gefahr darstellt) und umgedeutet wurde.
Klareis lagert sich wie auch Raufrost aber auf allen Oberflächen, auch Pflanzen, Bauwerken und technischen Anlagen, wie Ästen und Freileitungen, an, wo es durch die mitunter erhebliche zusätzliche Gewichtsbelastung zu Schäden führen kann (Eisbruch). Aufgrund seiner höheren Dichte und Festigkeit wie auch der durchwegs schnellen Eisbildung ist bei Klareis eine solche Gefahr besonders ausgeprägt.

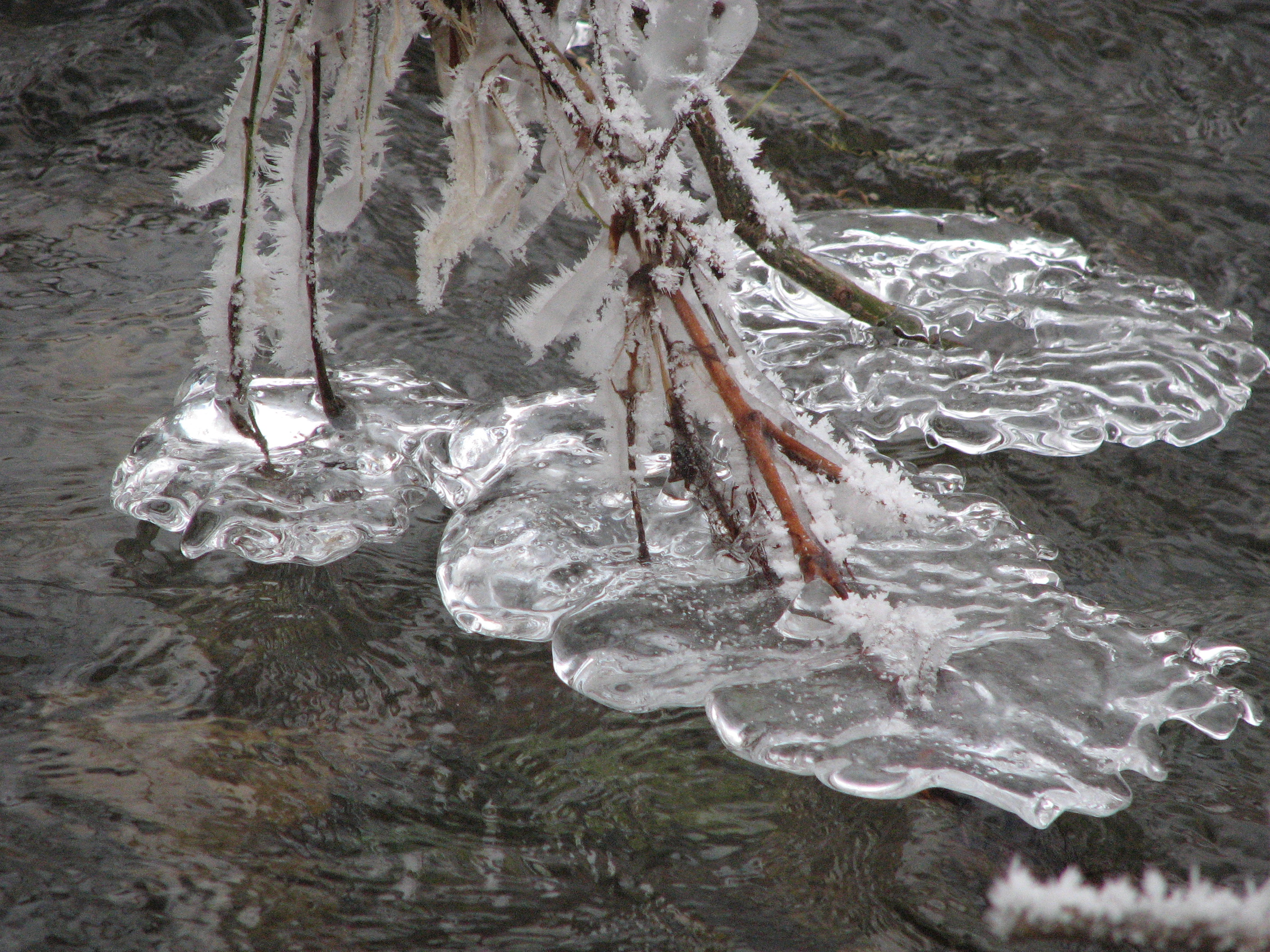
Klareisbildung am Wasser

Neben explizitem Niederschlag bildet sich Klareis – bei ausreichend kalter Luft und in länger anhaltenden starken Kältephasen – besonders stark auf Pflanzen, die an oder über offenen Gewässern wachsen, alleine durch die Luftfeuchte durch Verdunstung. Dort, wo Wasserspritzer oder Sprühnebel aus Wassergischt die Äste erreicht, entsteht eher trübes Eis, desgleichen an Meeresküsten und Seeufern (Gischt-Eis). Überhängende Äste können dabei so stark vereisen, dass sie vom Gewicht des Eises noch näher an oder teilweise ins Wasser gezogen werden, sodass der umspülte Teil des Eisbelags wieder abschmilzt, sich aber knapp oberhalb der Wasseroberfläche mächtige Eisschollen bilden.
Dass beim Überfrieren Energie frei wird, wird auch in der Frostschutzberegnung in der Landwirtschaft eingesetzt (anthropogener Niederschlag): Auch der umhüllte Pflanzenteil wird gewärmt, das kann Frostschäden etwa an der Blüte vermeiden. Hierbei entsteht ebenfalls typisches Klareis.

## Klareis und Luftfahrt
Klareis, das sich vor und während des Fluges auf Tragflächen und Steuerflächen von Flugzeugen anlagert und diese „vereist“, ist für den sicheren Flugbetrieb gefährlich, da die Ruder durch das Eis blockiert werden können. Auch kann durch blitzartige Klareisbildung an den Cockpitscheiben die Außensicht vollständig behindert werden, sodass der Pilot nicht sicher landen kann. Das Fluggewicht eines Flugzeuges kann durch Klareis so stark zunehmen, dass es selbst mit voller Triebwerksleistung nicht mehr steigen kann. Klareis kann das Tragflächenprofil so nachteilig verändern, dass ein Strömungsabriss schon bei erheblich höheren Fluggeschwindigkeiten als üblich droht. Man unterscheidet je nach Schwere der Klarvereisung „leichte Vereisung“ (light clear ice), „mäßige Vereisung“ (moderate clear ice) und „starke Vereisung“ (severe clear ice). Dasselbe betrifft natürlich auch Rauvereisung; die Klareisbildung ist in der Luftfahrt das größere Problem, weil das Flugzeug selbst den mechanischen Kristallisationsauslöser beim Durchfliegen unterkühlten Regens bildet und durch die hohe Fluggeschwindigkeit die Klareisbildung dann besonders intensiv ist.
Für das Auftreten von Vereisung gibt es in speziellen Luftfahrt-Wetterkarten (Significant Weather Chart, SWC) eigene Symbole.
Maßnahmen gegen den Ansatz von Eis vor und während des Fluges werden als Flugzeugenteisung bezeichnet.